# Alexander Granach
Alexander Granach, född Jesaja Szajko Granach 18 april 1893 i Werbowitz, Galizien, Österrike-Ungern (nu Ukraina), död 14 mars 1945 i New York, var en skådespelare. Han arbetade som skådespelare först i Tyskland, sedan Ryssland och slutligen USA.

## Filmografi, urval
- 1922 – Nosferatu
- 1922 – Lucrezia Borgia
- 1923 – Schatten – Eine nächtliche Halluzination
- 1931 – Kamratskap
- 1931 – Varför ler du Mona Lisa?
- 1939 – Ninotchka
- 1941 – Folket utan fosterland
- 1942 – I skuggan av katedralen
- 1943 – Klockan klämtar för dig
- 1943 – Skräckdagar i Prag
- 1944 – Det sjunde korset